# Voodoo Lounge
Voodoo Lounge je 20. britské a 22. americké studiové album britské rockové skupiny The Rolling Stones. Jeho nahrávání probíhalo v září a od listopadu do prosince 1993 a znovu od ledna do dubna 1994. Album pak vyšlo v červenci 1994 u vydavatelství Virgin Records. Album produkovali Don Was a The Glimmer Twins. Jde o první studiové album skupiny vydané po odchodu baskytaristy Billa Wymana.

## Seznam skladeb
Autory všech skladeb jsou Mick Jagger a Keith Richards.
| Strana 1 (LP) | Strana 1 (LP)      | Strana 1 (LP) |
| Pořadí        | Název              | Délka         |
| ------------- | ------------------ | ------------- |
| 1.            | Love Is Strong     | 3:46          |
| 2.            | You Got Me Rocking | 3:40          |
| 3.            | Sparks Will Fly    | 3:15          |

| Strana 2 (LP) | Strana 2 (LP) | Strana 2 (LP) |
| Pořadí        | Název         | Délka         |
| ------------- | ------------- | ------------- |
| 4.            | The Worst     | 2:25          |
| 5.            | New Faces     | 2:50          |
| 6.            | Moon Is Up    | 3:41          |
| 7.            | Out of Tears  | 5:25          |

| Strana 3 (LP) | Strana 3 (LP)        | Strana 3 (LP) |
| Pořadí        | Název                | Délka         |
| ------------- | -------------------- | ------------- |
| 8.            | I Go Wild            | 4:23          |
| 9.            | Brand New Car        | 4:13          |
| 10.           | Sweethearts Together | 4:45          |
| 11.           | Suck on the Jugular  | 4:26          |

| Strana 3 (LP)  | Strana 3 (LP)       | Strana 3 (LP) |
| Pořadí         | Název               | Délka         |
| -------------- | ------------------- | ------------- |
| 12.            | Blinded by Rainbows | 4:33          |
| 13.            | Baby Break It Down  | 4:08          |
| 14.            | Thru and Thru       | 6:00          |
| 15.            | Mean Disposition    | 4:09          |
| Celková délka: | Celková délka:      | 62:08         |

## Obsazení
The Rolling Stones
- Mick Jagger – zpěv, doprovodný zpěv, elektrická kytara, akustická kytara, harmonika, rumba koule, kastaněty
- Keith Richards – elektrická kytara, akustická kytara, doprovodný zpěv, zpěv, klavír, tamburína
- Ronnie Wood – elektrická kytara, akustická kytara, pedálová steel kytara, slide guitar, lap steel kytara, doprovodný zpěv
- Charlie Watts – bicí, tamburína

Ostatní hudebníci
- Darryl Jones – baskytara
- Chuck Leavell – klavír, varhany, harmonium, cembalo
- Bernard Fowler – doprovodný zpěv
- Frankie Gavin – housle, flétna
- Mark Isham – trubka
- Luis Jardim – perkuse
- Flaco Jimenez – akordeon
- Phil Jones – perkuse
- David McMurray – saxofon
- Ivan Neville – varhany, doprovodný zpěv
- Benmont Tench – varhany, klavír, akordeon
- Bobby Womack – doprovodný zpěv
- Max Baca – bajo sexto
- Lenny Castro – perkuse
- Pierre de Beauport – akustická kytara
- David Campbell – smyčcové aranže